# Sarroch
Sarroch (topónimo en lengua sarda, localmente también Sarrocu) es un municipio de Italia de 5.277 habitantes en la ciudad metropolitana de Cagliari, región de Cerdeña. Está situado a 20 km al suroeste de Cagliari.
Desde los años 1960, la industria petrolera lleva realizando numerosas extracciones, convirtiendo la región en uno de los centros petrolíferos más importantes del Mediterráneo, y afectando en gran medida al territorio.

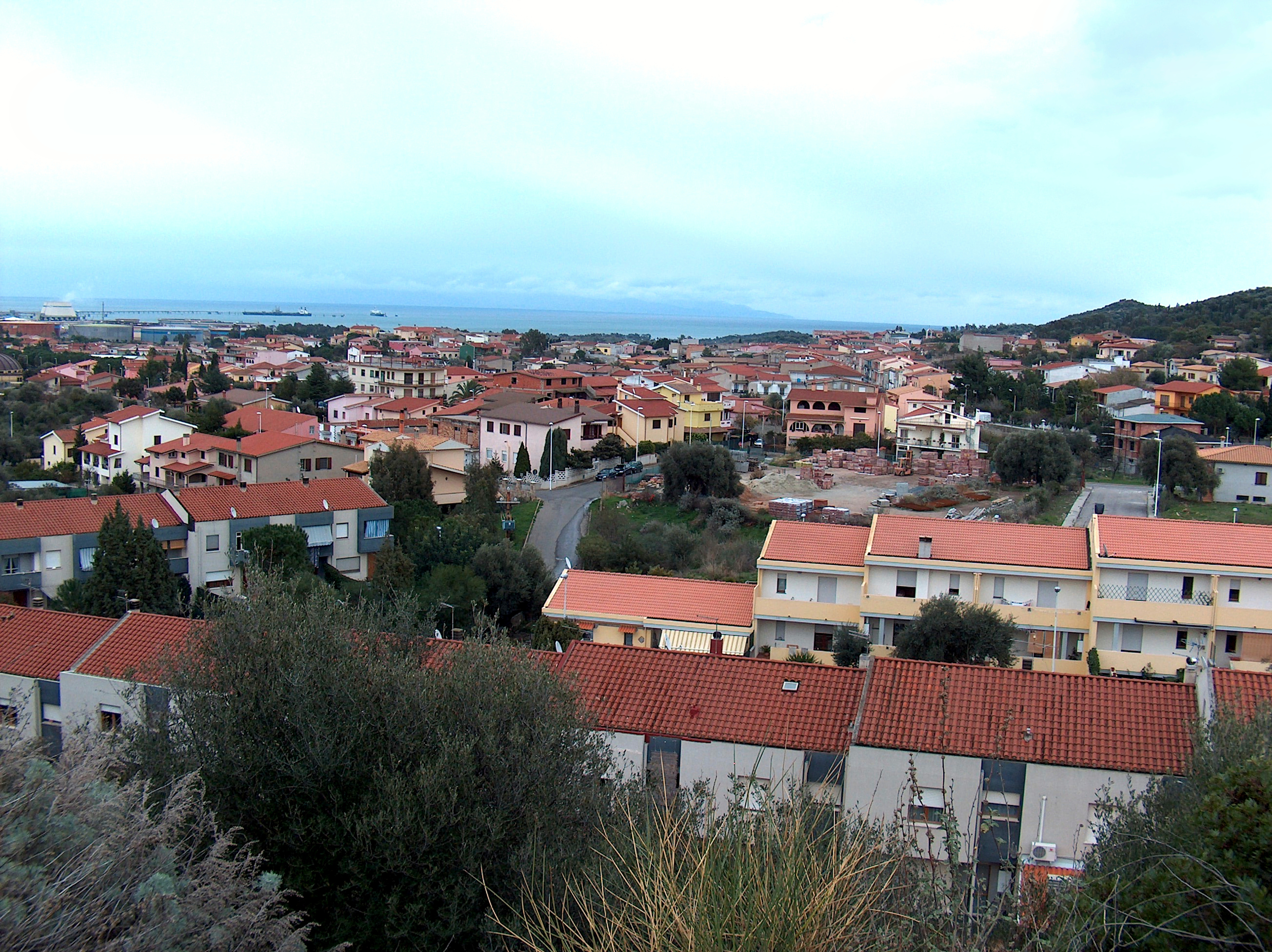
Vista de la localidad de Sarroch.
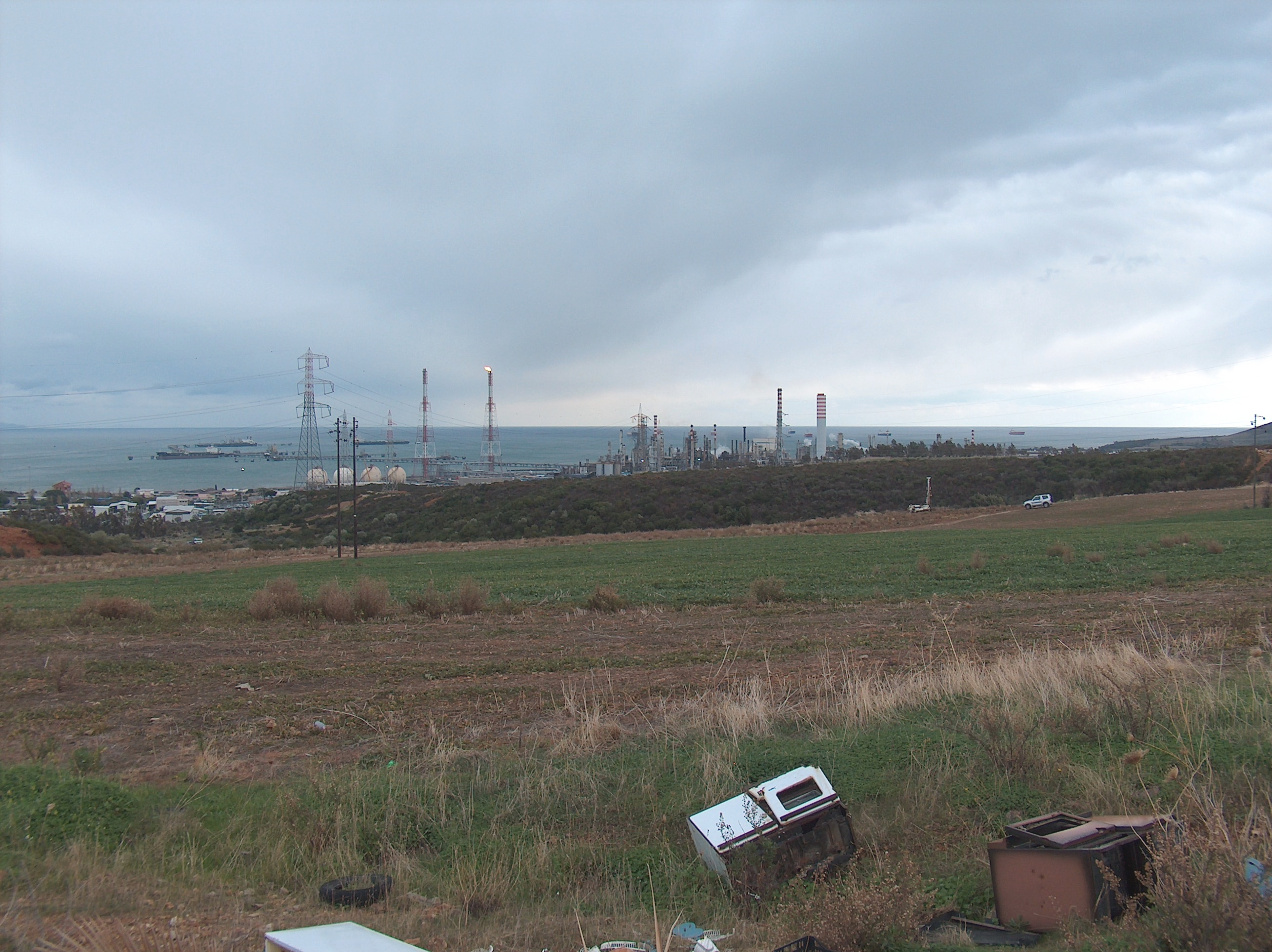
Refinería de petróleo.

## Lugares de interés
- Nuraga Domu e S'Orku.
- Nuraga Antigori.

## Evolución demográfica
| Gráfica de evolución demográfica de Sarroch entre 1861 y 2001 |
|                                                               |
| Fuente ISTAT - Elaboración gráfica de Wikipedia               |